# Виктор Голас
Виктор Хюго Матеуш Голас (на английски: Victor Hugo Mateus Golas; роден на 27 декември 1990 в Арапонгас), по-известен като Виктор Голас, е бразилски футболист, играе като вратар и се състезава за българския Ботев Пловдив.

## Клубна кариера

### Ранна кариера
Роден в Арапонгас, щата Парана, Голас започва да тренира в местния Америка, но на 16 години се премества в академията на португалксия гранд Спортинг Лисабон. През 2009 година е преместен в първия отбор, но през първите три сезона е пращан под наем в португалските Реал Масама, Боавища и Пеняфиел.
Дебюта си като професуионалист прави на 4 септември 2011 година при победата като гост с 3-2 над Униао Мадейра в мач от Лига де Онра.
През 2012 година се завръща в Спортинг, но играе за резервния отбор на гранда, който също се намира във второто ниво на португалския футбол. През юни 2014 година договора му с клуба изтича и той подписва с друг елитен португалски отбор – Спортинг Брага, но отново играе в мачове за втория отбор.

### Ботев Плодив
На 3 август 2015 година Голас подписва договор с българския Ботев Пловдив.
Дебюта си за клуба прави на 9 август 2015 година при победата с 1-0 над Пирин Благоевград.
Превръща се в първи избор за вратарския пост в Ботев през зимния полусезон на сезон 15/16, изигравайки през 2015 година 17 мача за Ботев или общо 1530 минути.